# Гюнзероде
Гю́нзероде (нем. Günserode) — община в Германии, в земле Тюрингия.
Входит в состав района Кифхойзер. Подчиняется управлению Киффхойзер. Население составляет 172 человека (на 31 декабря 2010 года). Занимает площадь 8,52 км².